# Real Armada Saudita
La Armada Real Saudita (en árabe: بحرية المملكة العربية السعودية‎) o Reales Fuerzas Navales Sauditas (en árabe: القوات البحرية الملكية السعودية‎), es el brazo marítimo de las Fuerzas Armadas de Arabia Saudita y una de las cinco ramas de servicios del Ministerio de Defensa de Arabia Saudita. Su función principal es monitorear y defender las aguas territoriales sauditas contra la intrusión militar o económica, y participar en alianzas navales internacionales.
La Armada opera de bases múltiples a lo largo de los 2500 kilómetros (1600 millas) de costa saudí, con dos flotas.
- La Flota Oriental opera en el Golfo persa desde la Base Naval Rey Abdulaziz en Jubail.
- La Flota Occidental opera en el Mar Rojo desde la Base Naval Rey Faisal en Jeddah.

Cada flota tiene una capacidad militar llena que incluye buques de guerra, barcos de soporte, soporte administrativo y técnico, aviación naval, marina y unidades de seguridad especial.

## Historia
La Armada fue fundada en 1957, e inicio una importante expansión con asistencia de Estados Unidos en 1972, apuntando a rivalizar con la Armada Imperial Iraní. Tras la Revolución iraní empezó una nueva expansión con asistencia francesa. Se adquirieron buques de Gran Bretaña y Francia entre 1980 y 1990. En 1980, el contratista de defensa estadounidense Science Applications International Corporation, comenzó  a trabajar con el Real Armada Saudí para diseñar e integrar centros de control, mando y comunicaciones propios al país.

## Barcos
La armada es una fuerza moderna que cuenta con buques construidos en el extranjero:
- Francia construyó fragatas y buques de soporte
- EE.UU construyó corbetas y patrulleros
- Reino Unido construyó la clase Sandown

### Fragatas
Tres fragatas de clase Al Riyadh son versiones modificadas de la fragata clase La Fayette (construido por DCN, Lorient). Cada uno tiene un desplazamiento totalmente de 4,725 toneladas y está armado con ocho misiles de superficie a superficie (SSM) MBDA Exocet MM40 Block II, dos sistemas de lanzamiento vertical Sylver de ocho celdas para el Aster Eurosam (MBDA y Thales) 15 misiles tierra-aire (SAM),  un cañón Super Rapid Oto Melara de 76 mm/62 y cuatro tubos de torpedos de 533 mm, en popa tiene un sitio de aterrizaje para un helicóptero de medio peso, como el Eurocopter CUANDO 365 Dauphin o el más grande CUANDO 532 Cougar o NH90 helicópteros.
| Foto | Número | Embarcación | Constructor | Oficial | Estado             |
| ---- | ------ | ----------- | ----------- | ------- | ------------------ |
|      | 812    | Al Riyadh   | DCN Lorient | 2002    | En servicio activo |
| 814  | Makkah | 2003        | DCN Lorient |         | En servicio activo |
| 816  | Dammam | 2004        | DCN Lorient |         | En servicio activo |

Cuatro fragatas de clase Madinah con base en el Mar Rojo, construidas en Francia (Arsenal de Marine, Lorient (Astillero de Gobierno francés y CNIM, La Seyne) a mitad de la década de 1980. Su desplazamiento totalmente cargadas es de 2,610 toneladas y están armadas con ocho misiles de superficie Otomat, un lanzamisiles Crotale superficie-aire de 8-celdas (26 misiles en total), un cañón de 100 mm/44 de propósito dual, dos cañones antiaéreos de 40 mm, cuatro tubos lanzatorpedos, cubierta de helicóptero, hangar y un helicóptero Dauphin.
| Foto | Número | Embarcación    | Constructor           | Completado         | Estado             |
| ---- | ------ | -------------- | --------------------- | ------------------ | ------------------ |
|      | 702    | Al Madinah     | Arsenal de Lorient    | 4 de junio de 1985 | En servicio activo |
| 704  | Hofouf | CNIM, La Seyne | 31 de octubre de 1985 |                    | En servicio activo |
| 706  | Abha   | CNIM, La Seyne | 4 de abril de 1986    |                    | En servicio activo |
| 708  | Taif   | CNIM, La Seyne | 29 de agosto de 1986  |                    | En servicio activo |

Se creía que los sauditas pretendían solicitar la construcción de dos destructores Type 45 en el Reino Unido, aunque la conctruccion de los destructores llegó a su fin sin una orden. Otro destructor que los sauditas están considerando es el destructor de clase Arleigh Burke construido en Estados Unidos, habiendo sido informado por la armada de EE. UU. La armada en mayo de 2011 se hizo con la adquisición de dos destructores en un paquete que también incluye un número desconocido de Barcos de Combate Litoral.

### Corbetas
4 corbetas de clase Badr construidas en los Estados Unidos en 1981–83, con base en el Golfo Pérsico, con un desplazamiento de 1,038 toneladas, armamento de ocho Harpoon SSM, un cañón OTO Melara DP de 76 mm, un Phalanx CIWS de 20 mm, dos cañones de 20 mm, un mortero de 81 mm, dos lanzagranadas de 40 mm, y dos tubos de torpedos triples de 12.75 pulgadas, 1 corbetas Clase Al Jubail en servicio y 4 más en construcción, con un desplazamiento de 2,500 toneladas, velocidad de 25 nudos, armadas con un cañón Leonardo SR de 76 mm, un cañón CIWS de 35 mm Rheinentall Millenium, 16 celdas de lanzamiento vertical para misiles ESSM, dos tubos lanza torpedos triples antisubmarinos de 324 mm, cuatro lanzadores de misiles Harpoon, dos ametralladoras de 12,70 mm
| foto | Número     | Embarcación | Constructor         | Completado | Estado             |
| ---- | ---------- | ----------- | ------------------- | ---------- | ------------------ |
|      | 612        | Badr        | Tacoma Boatbuilding | 1981       | En servicio activo |
| 614  | Al-Yarmook | 1982        | Tacoma Boatbuilding |            | En servicio activo |
| 616  | Hitteen    | 1982        | Tacoma Boatbuilding |            | En servicio activo |
| 618  | Tabuk      | 1983        | Tacoma Boatbuilding |            | En servicio activo |

Cinco corbetas de la clase Al-Jubail. Los buques construidos para Arabia Saudí por la empresa española Navantia, están más armados que los Avante 2200 de la Clase Guaiquerí construidos para la Armada Bolivariana de Venezuela.
Cuentan con un sistema de artillería naval Leonardo Superrapid de 76,6 mm, detrás del cual se encuentra un sistema de lanzamiento vertical de misiles de 16 celdas para lanzar misiles antiaéreos RIM-162 ESSM así como cuatro celdas para el lanzamiento de misiles Harpoon antibuque detrás de la chimenea. En el castillo portan dos estaciones de armamento automático remoto de 12,7 mm, un sistema CIWS Rheinmetall Oerlikon Millenium de 35 mm y dos lanzadores triples de torpedos antisubmarinos de 324 mm.
| Foto | Número     | Nombre                  | Puesto en grada         | Botado                 | Puesto en servicio  | Estado      |
| ---- | ---------- | ----------------------- | ----------------------- | ---------------------- | ------------------- | ----------- |
|      | 828        | Al-Jubail               | 15 de enero de 2019     | 23 de julio de 2020    | 31 de marzo de 2022 | En servicio |
| 830  | Al-Diriyah | 18 de diciembre de 2019 | 14 de noviembre de 2020 | 26 de julio de 2022    |                     | En servicio |
| 832  | Hail       | 6 de agosto de 2020     | 28 de marzo de 2021     | 4 de diciembre de 2022 |                     | En servicio |
| 834  | Jazan      | 1 de noviembre de 2020  | 24 de julio de 2021     |                        | Pruebas de mar      |             |
| 836  | Unayzah    | 15 de abril de 2021     | 4 de diciembre de 2021  |                        | En construcción     |             |

### Patrulleros
9 patrulleros de clase Al Sadiq construidos en los Estados Unidos (Peterson Constructores, Bahía de Esturión, Wisconsin) 1972–1980, con un desplazamiento totalmente cargado de 495 toneladas, armados con cuatro Harpoon SSM, un cañón OTO 76 mm, un Falange CIWS de 20 mm, dos cañones de 20 mm, un mortero de 81 mm, dos lanzagranadas de 40 mm, dos lanzatorpedos triple de 12.75 pulgada.
.
| Foto | Foto                | Embarcación        | Constructor       | Completado | Estado             |
| ---- | ------------------- | ------------------ | ----------------- | ---------- | ------------------ |
|      | 511                 | As-Siddiq (الصّدّيق) | Peterson Builders | 1980       | En servicio activo |
| 513  | Al-Farouq (الفاروق) | 1981               | Peterson Builders |            | En servicio activo |
| 515  | Abdul-Aziz          | 1981               | Peterson Builders |            | En servicio activo |
| 517  | Faisal              | 1981               | Peterson Builders |            | En servicio activo |
| 519  | Khalid              | 1981               | Peterson Builders |            | En servicio activo |
| 521  | Amr                 | 1981               | Peterson Builders |            | En servicio activo |
| 523  | Tariq               | 1981               | Peterson Builders |            | En servicio activo |
| 525  | Ouqbah              | 1981               | Peterson Builders |            | En servicio activo |
| 527  | Abu Obaidah         | 1981               | Peterson Builders |            | En servicio activo |

- Venta posible de 30 Mark V Operaciones Especiales Oficio[actualización de necesidades?][14]

### Cazaminas
Tres cazaminas clase Sandown (construidos por Vosper Thornycroft, Woolsto ), con un desplazamiento de 480 toneladas:

### Barcos de soporte
Dos buques de aprovisionamiento logístico Clase Boraida construidos en Francia, buques de reabastecimiento de la Clase Durance modificados construidos por CN La Ciotat, con una cubierta de helicóptero en la popa y hangares para dos helicópteros.

### Otros
Muchas naves de patrulla más pequeñas, dos yates reales construidos en Dinamarca 
- Prince Abdul Aziz (1983–84) construido por Helsingør Værft
- Al Yamana (construido para Irak 1981; introducido al servicio de Arabia Saudí en 1988)

## Aviación naval
| Aeronave             | Origen         | Tipo                 | Versiones          | En servicio | Notas                                                   |
| -------------------- | -------------- | -------------------- | ------------------ | ----------- | ------------------------------------------------------- |
| Sikorsky MH-60R      | Estados Unidos | ASW/ASuW Helicóptero |                    | 10          | Ordenados en mayo del 2015 armados con misiles Hellfire |
| CUANDO332 Super Puma | Francia        | ASW Helicóptero      | B1, M1, F1S1, F1S2 | 20          |                                                         |
| CUANDO565 SA Dauphin | Francia        | SAR Helicóptero      |                    | 24          |                                                         |

## Marines
La Marina Saudita Real mantiene dos brigadas marinas de mil quinientos hombres que constan de tres batallones cada una. Las brigadas están asignadas a la flota occidental con sede en Jeddah y la flota oriental con sede en Jubail. Las brigadas están equipadas con doscientos AFV Pegaso BMR y HMMWV.

## Futuro
Alemania suministrará 48 patrulleros a Arabia Saudita dentro del marco de su proyecto de seguridad fronteriza, un coste de 1.500 millones de euros ha sido aprobado para este trato. Lürssen ya ha empezado a construir 15 barcos patrulleros para la primera fase del proyecto. Los patrulleros que se adquirirán en el marco del contrato son dos modelos distintos. El primero es el modelo "TNC 35", de 35 metro de eslora, está propulsado por dos motores diésel con una potencia combinada de 7,800 kilovatios. La embarcación puede alcanzar velocidades de hasta 40 nudos. Los segundos modelos, "FPB 38" de 38 metros de largo y puede alcanzar velocidades de hasta 31 nudos. En noviembre del 2016, 1 TNC 35 fue entregado a Arabia Saudita.
Arabia Saudí quiere comprar cinco submarinos alemanes tipo 209 por alrededor de €2.5 mil millones y unas dos docenas más en el futuro.
En diciembre de 2014, los EE.UU otorgaron a Lockheed Martin un contrato para una Venta Militar Extranjera del Sistema de Lanzamiento Vertical Mk 41 a Arabia Saudita. Sin barcos de superficie compatibles con el Mk 41 y sin planes de adquirir un sistema de defensa antimisiles terrestre, indica que el país está cerca de comprar un sistema de lanzamiento VLS. Arabia Saudita ha evaluado el destructor de Clase Arleigh Burke y el buque multifunción Clase Freedom, de combate litoral capaz de llevar un VLS. En octubre de 2015, el Congreso de EE. UU. fue informado de una posible venta de buques de combate de superficie Multi-Función (MMSC), variante del LCS.
En julio de 2018 se anunció que Navantia había firmado un acuerdo con el Real Armada Saudita para la producción de 5 Corbetas de clase Al Jubail, basadas en el diseño de las corvetas Avante 2200, la última corbeta fue entregada en el año 2024 por un coste de aproximadamente 2 mil millones de Euros.

## Bases

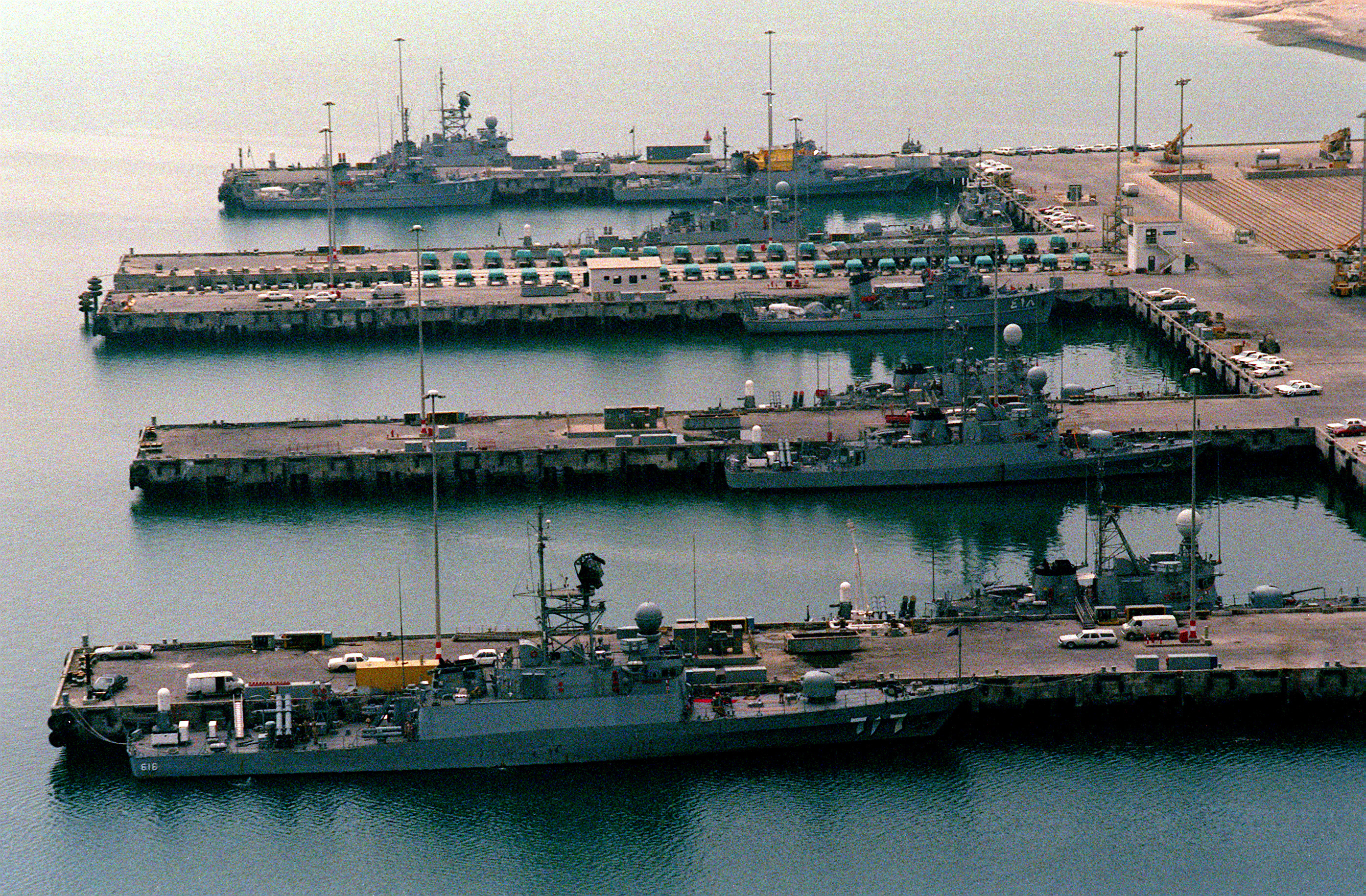
Base naval King Abdul-Aziz en Jubail, casa a la flota oriental de la Real Armada Saudita

- Jeddah (puerto militar de Al-Qadima ): base del Mar Rojo, sede de la flota occidental de la marina para fragatas y 2 botes de misiles, 1 barco de reabastecimiento y 1 dragaminas de patrulla; ubicado al norte de la estación aérea de la Base Naval King Faisal y al sur del área del puerto de contenedores
- Jubail la base del Golfo Pérsico es la sede de la flota oriental de la armada, la base más pequeña que alberga corbetas, reponiendo los barcos de misiles restantes y los buscaminas
- Dammam (Ras Al-Ghar puerto militar[19]) Puerto en Golfo Pérsico para los dos yates reales de la familia Real Saudita

## Rangos
Oficiales
- Liahona (Árabe: ملازم)
- Grado de Teniente Júnior (árabe: ملازم أول)
- Teniente (árabe: نقيب)
- Teniente Comandante (árabe: رائد)
- Comandante (árabe: مقدم)
- Capitán (árabe: عقيد)
- Comodoro (Árabe: عميد)
- Contralmirante (árabe: لواء)
- Vicealmirante (árabe: فريق)
- Almirante (árabe: فريق أول)

Enlistado
- Privado (árabe: جندي)
- Primera Clase Privada (árabe: جندي أول)
- Corporal (árabe: عريف)
- Vice Sargento (árabe: وكيل رقيب)
- Sargento (árabe: رقيب)
- Sargento de Primera Clase (árabe: رقيب أول)
- Sargento mayor (árabe: رئيس رقباء)

## Incidentes
El 30 de enero de 2017 el buque saudí "Al-Madinah" fue atacado por los rebeldes hutíes, los atacantes utilizaron una embarcación kamikaze y llevaron a cabo un ataque suicida, los hutíes asesinaron a dos marineros saudíes, e hirieron a tres marineros saudíes. El ataque tuvo lugar cerca la ciudad portuaria yemení de Al Hudaydah, a unos 150 Kilómetros al suroeste de la capital del Yemen, Saná.